# Międzypłciowy konflikt genetyczny między loci
Międzypłciowy konflikt genetyczny między loci (interlocus sexual conflict) – rodzaj konfliktu płciowego, w którym dochodzi do interakcji zestawu antagonistycznych alleli dwóch bądź większej liczby różnych loci u samców i samic, co skutkuje u obu płci zmniejszeniem dostosowania.
Konflikt płciowy zachodzi na skutek odmiennych interesów reprodukcyjnych obu płci. Zjawisko to jest często spotykane wśród gatunków rozmnażających się płciowo. Dzieli się je w zależności od tego, czy u obu płci zaangażowany jest weń ten sam gen (intralocus sexual conflict) czy też różne geny (interlocus sexual conflict). W pierwszym przypadku optimum dostosowania odpowiada u obu płci różnym stanom danej cechy. W drugim chodzi o różne cechy wpływające na interakcje między płciami.

## Źródła
Konflikt genetyczny wywodzi się z odmiennych interesów (w sensie ewolucyjnym) samców i samic, produkujących odmienne rodzaje gamet.

## Konflikty między loci i wewnątrz locus
Genetyczną podstawą rozróżnienia pomiędzy konfliktami między loci i wewnątrz locus (intralocus sexual conflict) jest położenie wchodzących ze sobą w interakcje antagonistycznych alleli. Konflikt, w którym anatagonistyczne allele leżą w tym samym miejscu, zwany jest intralocus sexual conflict, natomiast sytuacja, gdy leżą one w różnych loci, stanowi właśnie interlocus sexual conflict. Intralocus sexual conflict zachodzi, gdy samce i samice podlegają innej presji selekcyjnej w tym samym locus, co skutkuje tym, że każda z płci ogranicza ewolucję drugiej płci. Dla kontrastu interlocus sexual conflict pojawia się, gdy samce i samice doświadczają presji selekcyjnej dotyczącej odrębnych loci.

## Koewolucja agonistyczna
Omawiany konflikt płciowy zaproponowano jako przyczynę agonistycznej koewolucji płciowej. Model koewolucji płciowej, porównywany do opisywanego hipotezą Czerwonej Królowej, jest następujący. Kiedy allel w jednym locus u samców zwiększa ich dostosowanie, zmniejszając zarazem dostosowanie samicy, samice będą ewoluować przeciwko adaptacji zapewnianej przez inne loci, redukującej doznawaną szkodę. Innymi słowy, samice mogą opierać się niekorzystnemu dlań zjawisku, rozwijając cechy redukujące bezpośrednie koszty, na jakie narażają je samce. By uznać interlocus sexual conflict za wiarygodną przyczynę koewolucji agonistycznej, koszty nakładane na samice przez samce poprzez wszystkie loci muszą przekraczać pośrednie korzyści otrzymywane przez samice poprzez kontakty z płcią przeciwną.

## Przykłady
Interlocus sexual conflict może być potencjalnie szeroko rozpowszechniony. Jednak większości przypadków konfliktu płciowego nie kategoryzuje się jako interlocus sexual conflict ani intralocus sexual conflict, jako że umiejscowienie genów biorących w nim udział nie jest znane. Niemniej wyniki pewnych doświadczeń wskazują, że może on stanowić przyczynę koewolucji agonistycznej.

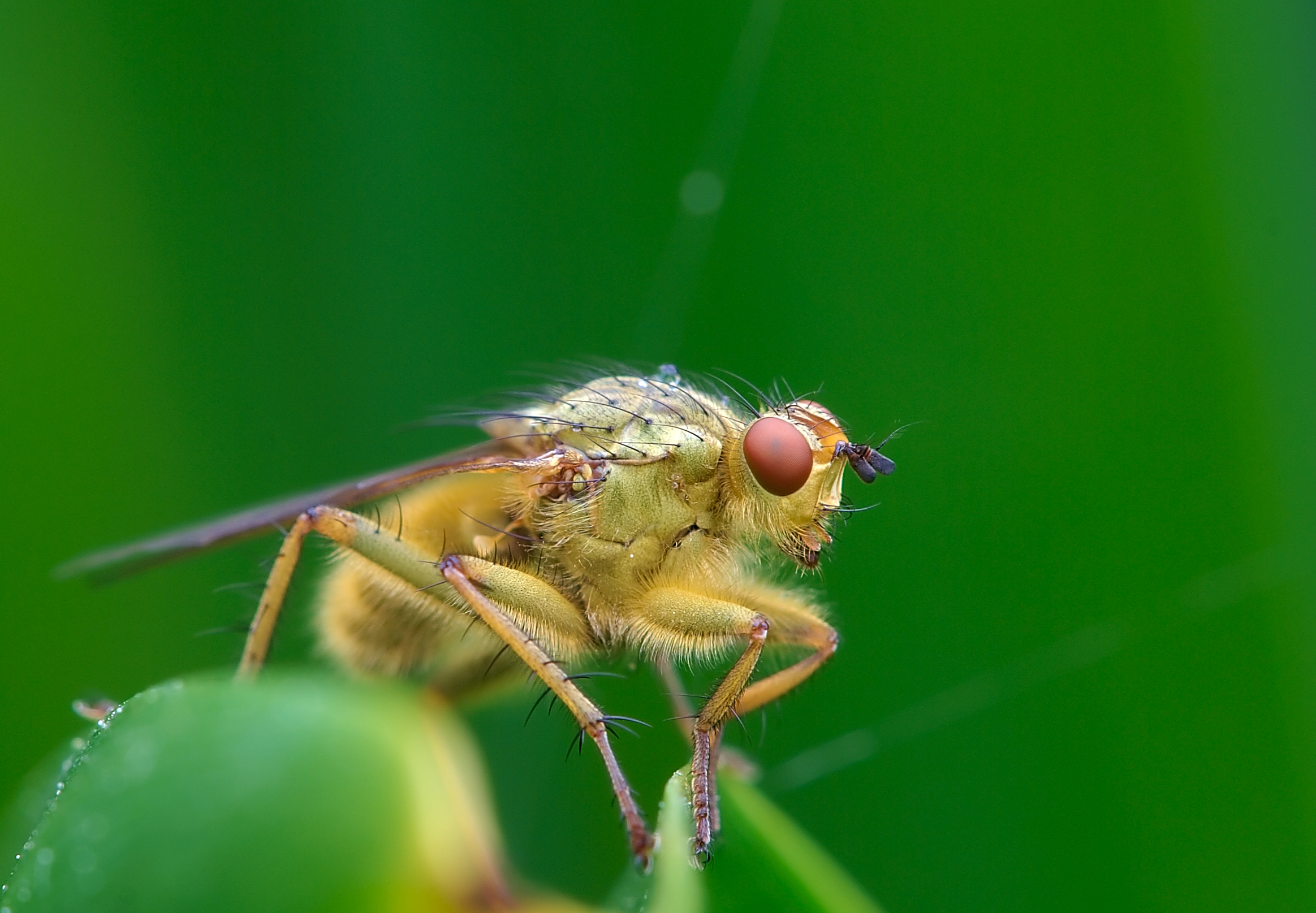
Samiec cuchny nawozowej

W przypadku cuchny nawozowej samice mogą doznać urazów w walkach pomiędzy konkurującymi o nie samcami. Samce podlegają selekcji w kierunku nabywania cech zwiększających ich sukces rozrodczy poprzez skuteczniejszą konkurencję. Jednak samice tworzą zestaw antagonistycznych adaptacji redukujących niebezpieczeństwo urazu w bitwie pomiędzy samcami. Co więcej, pojawia się międzypłciowy konflikt genetyczny pomiędzy samcami i samicami dotyczący odrębnych loci, który może prowadzić do niekończącego się ewolucyjnego wyścigu zbrojeń. Nowa cecha u samców zwiększa bowiem ich zdolność do konkurowania z innymi samcami, wpływając niekorzystnie na samice.
W badaniu laboratoryjnym Drosophila melanogaster wprowadzono do organizmów samic mutację zmniejszającą ich atrakcyjność. Przez redukcję atrakcyjności samic, u których nowa cecha uległa ekspresji, mutacja zabezpieczyła samice przed bezpośrednimi kosztami zalotów samców i ponownych kopulacji. Doświadczenie pokazało, że allele chroniące w ten sposób samice uległy znacznej akumulacji w badanej grupie, co oznacza, że bezpośrednie koszty zachowań samców przekraczają pośrednie zyski tego zjawiska. Stanowi to dowód wystąpienia omawianego konfliktu płciowego.